# Ympning
För andra betydelser, se Ympning (olika betydelser).

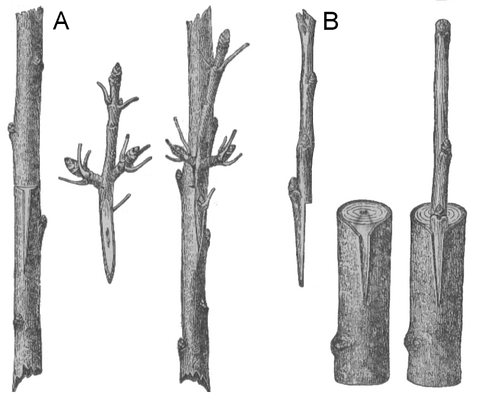
Illustration som visar hur ympning går till

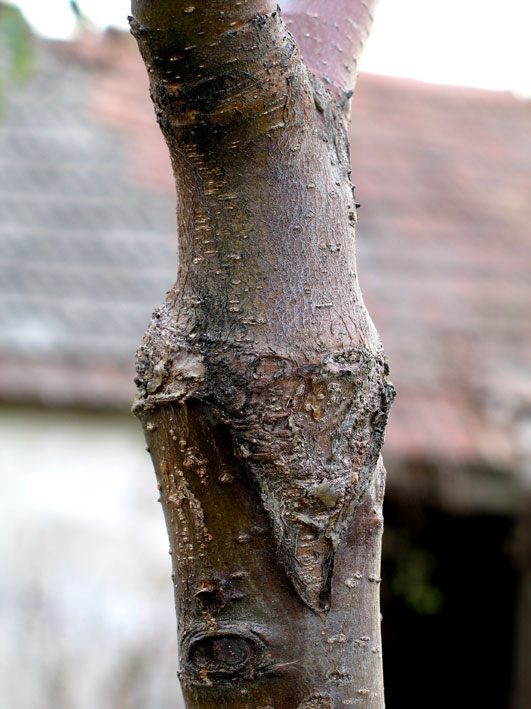
En ympning

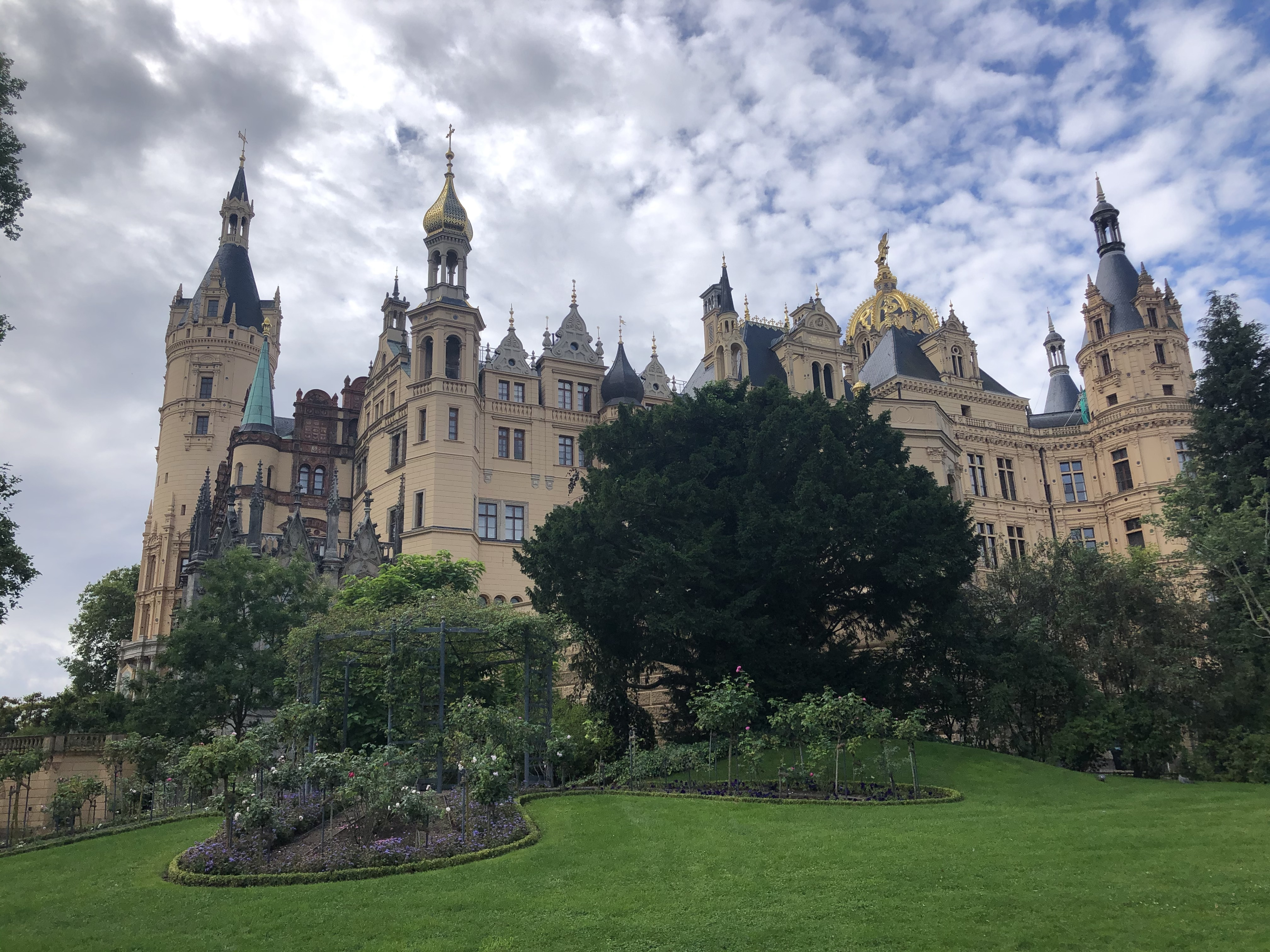
Vid Schwerins slott, som syns i bakgrunden, har man ympat ihop två grenar från två träd av samma art, där det ena lutar så att de stabiliserar varandra.

Ympning är då en främmande växtdel planteras in i en liknande växt. Det är en av metoderna som används vid växtförädling av exempelvis äppelträd, päronträd och plommonträd. Ingreppet kan ske var som helst på växten och ger möjligheten att få fler sorters äpplen i samma träd. Det används även då man vill ändra egenskaperna hos vissa buskar och då få rosor, krusbär eller vinbär på stam. Den växt (grundstam) vars rot används som underlag för ympning kallas rotstock eller ympbärare.
Lyckade annorlunda ympningar har utförts med kombinationen tomat och potatis, men lyckad bara i det avseendet att växten inte dog. Det blev ingen knölbildning på roten, utan all energi hamnade i frukten i stället, det vill säga tomaterna. Någon potatis gick inte att finna. Denna ympning lyckades för att båda dessa växter tillhör samma familj, det vill säga potatisväxter eller Solanaceae. För att öka chansen att verkligen lyckas med en ympning bör man hålla sig inom samma släkte. Denna typ av växtförädling skapar varken nya arter eller släkten utan räknas bara till gruppen förädlingar, då förökning är utesluten.